# Фрідріх (герцог Шлезвіг-Гольштейн-Зондербург-Глюксбурзький)
Фрідріх Шлезвіг-Гольштейн-Зондербург-Глюксбурзький (нім. Herzog Friedrich von Schleswig-Holstein-Sonderburg-Glücksburg, 23 жовтня 1814 — 27 листопада 1885) — герцог Шлезвіг-Гольштейн-Зондербург-Глюксбурзький у 1878—1885 роках, син засновника молодшої лінії династії Глюксбургів Фрідріха Вільгельма та принцеси Гессен-Кассельської Луїзи Кароліни, старший брат короля Данії Крістіана IX.

## Біографія
Фрідріх народився 23 жовтня 1814 року у Готторпському замку у Шлезвігу. Він був четвертою дитиною та другим сином в родині принца Шлезвіг-Гольштейн-Зондербург-Бекського Фрідріха Вільгельма та його дружини Луїзи Кароліни Гессен-Кассельської. Хлопчик мав старших сестер Луїзу Марію та Фредеріку і брата Карла.
Юнаком вступив на данську службу, ставши у 1831 ротмістром легких драгун. Того ж року від пневмонії помер його батько.
За тиждень до свого 27-річчя Фрідріх побрався із принцесою Шаумбург-Ліппською Адельгейдою, якій виповнилося 20. Весілля відбулося 16 жовтня 1841 у Бюкебурзі. Згодом у пари народилася донька Августа (1844—1932) — дружина принца Вільгельма Гессен-Філіпсталь-Бархфельдського, мали єдиного сина;
У 1848 подружжя розлучилося. Того року принц брав участь у Першій шлезвізькій війні, із своїм 2-м Драгунським полком приєднавшись до повстанців. Через це, у 1849-му, його було викреслено із списків особового складу армії.
У 1854 Фрідріх знову поєднався із дружиною. Церемонія пошлюблення пройшла 7 травня 1854 у Турині. Після цього у пари народилося ще четверо дітей. 1858 принц отримав новий дозвіл на носіння датського мундиру.
1878-го помер бездітним його брат Карл. Титул герцога Шлезвіг-Гольштейн-Зондербург-Глюксбурзького успадкував Фрідріх. Сам він пішов з життя 27 листопада 1885 у похилому віці.

## Нагороди
- Орден Слона (Данія).

## Родина
Дружина — Адельгейда Шаумбург-Ліппська (1821—1899)
Діти:
- Фрідріх Фердинанд (1855—1934) — герцог Шлезвіг-Гольштейн-Зондербург-Глюксбурзький, був одружений з Кароліною Матильдою Шлезвіг-Гольштейн-Зондербург-Аугустенбурзькою, мав шестеро дітей;
- Луїза (1858—1936) — дружина князя Вальдек-Пірмонту Георга Віктора, мала із ним єдиного сина;
- Марія (1859—1941) — абатиса в Ітцехо;
- Альбрехт (1863—1948) — був двічі одружений, мав п'ятеро дітей від обох шлюбів.